# U.S. Pro Tennis Championships 1998 - Qualificazioni doppio
Le qualificazioni del doppio  dell'U.S. Pro Tennis Championships 1998 sono state un torneo di tennis preliminare per accedere alla fase finale della manifestazione. I vincitori dell'ultimo turno sono entrati di diritto nel tabellone principale. In caso di ritiro di uno o più giocatori aventi diritto a questi sono subentrati i lucky loser, ossia i giocatori che hanno perso nell'ultimo turno ma che avevano una classifica più alta rispetto agli altri partecipanti che avevano comunque perso nel turno finale.
Le qualificazioni del doppio del torneo U.S. Pro Tennis Championships 1998 prevedevano 3 coppie partecipanti di cui una è entrata nel tabellone principale.

## Teste di serie
1. Guillermo Cañas /  Bobby Kokavec (Qualificati)

1. Sébastien Grosjean /  Lionel Roux (primo turno)

## Qualificati
1. Guillermo Cañas  /   Bobby Kokavec

## Tabellone

### Legenda
| - Q = Qualificato - WC = Wild card - LL = Lucky loser | - ALT = Alternate - SE = Special Exempt - PR = Protected Ranking | - w/o = Walkover - r = Ritirato - d = Squalificato |

|  | Primo turno | Primo turno                    | Primo turno                    | Primo turno | Primo turno |  |  | Ultimo turno | Ultimo turno                  | Ultimo turno                  | Ultimo turno | Ultimo turno |  |
|  |             |                                |                                |             |             |  |  |              |                               |                               |              |              |  |
|  |             |                                |                                |             |             |  |  |              |                               |                               |              |              |  |
|  |             |                                |                                |             |             |  |  |              | Brandon Hawk Adrian Voinea    | Brandon Hawk Adrian Voinea    | 5            | 6            |  |
|  |             | Brandon Hawk Adrian Voinea     | Brandon Hawk Adrian Voinea     | 6           | 7           |  |  | 1            | Guillermo Cañas Bobby Kokavec | Guillermo Cañas Bobby Kokavec | 7            | 7            |  |
|  | 2           | Sébastien Grosjean Lionel Roux | Sébastien Grosjean Lionel Roux | 3           | 6           |  |  |              |                               |                               |              |              |  |